# Južni Yan
Južni Yan (kineski 南燕 南燕 Nányàn; 398. – 410.) bila je kratkotrajna Xianbei država u Kini iz doba Šesnaest Kraljevstava. Osnovao ju je Murong De, princ nekadašnje države Raniji Yan i brat Murong Chuija, osnivača države Kasniji Yan. Kada mu je godine 398. brat doživio poraz u sukobu s državom Sjeverni Wei, Murong De je samoincijativno sa svojim vojnim snagama krenuo na jug i osvojio područje koje otprilike odgovara današnjoj provinciji Shandong, gdje se proglasio carem. Uspio je očuvati svoju nezavisnost, ali njegov nesposobni nasljednik Murong Chao je 410. isprovocirao južnu kinesku dinastiju Jin da s njim uđe u oružani sukob. To je kineskom carskom regentu Liu Yuu dalo priliku da pokrene vojni pohod u kome je država Južni Yan pokorena i stavljena pod vlast dinastije Jin.